# Necrologio (racconto)
Necrologio (Obituary) è un racconto giallo di fantascienza di Isaac Asimov pubblicato per la prima volta nel 1959 nel numero di agosto della rivista The Magazine of Fantasy and Science Fiction.
Successivamente è stato incluso in varie antologie, tra cui Misteri. I racconti gialli di Isaac Asimov (Asimov's Mysteries) del 1968.
È stato pubblicato varie volte in italiano a partire dal 1971.

## Trama
La storia è narrata dalla moglie di un ricco fisico teorico di nome Lancelot Stebbins. Stebbins è un uomo amaro, frustrato dalla sua mancanza di riconoscimenti nel suo campo, e dopo venticinque anni di matrimonio sua moglie è ormai scontenta della situazione. A un certo punto lei gli fa notare che potrebbe aspettarsi un po' di fama almeno alla pubblicazione del suo necrologio, al che Stebbins risponde urlando che non arriverebbe mai a leggerlo, e addirittura le sputa addosso.
Un giorno Stebbins annuncia di aver fatto una scoperta che gli assicurerà una notevole fama come fisico. Dà ai suoi assistenti di laboratorio un mese di vacanza per assicurarsi di non dover condividere il merito con loro, quindi chiede aiuto a sua moglie. Nel laboratorio Stebbins le mostra un crogiolo di ferro contenente un topo bianco. Stebbins crea un secondo crogiolo con un secondo topo creando dei duplicati dei primi cinque minuti nel futuro e poi trasportandoli indietro nel tempo. Il secondo topo comunque risulta morto. Dopo cinque minuti, i duplicati scompaiono, lasciando solo gli originali.
Stebbins ha in mente di creare un duplicato di se stesso allo stesso modo. Il duplicato sarà morto, naturalmente, e l'idea di Stebbins è che sua moglie annunci la sua morte. Dopo il suo funerale, egli annuncerà al mondo che è ancora vivo e che la sua morte apparente è il prodotto della sua scoperta, garantendosi una fama eterna. Egli minaccia sua moglie di ucciderla se qualcosa dovesse andare storto.
Stebbins crea un duplicato di se stesso tre giorni nel futuro e poi lo trasporta nel presente, dove cade a terra morto. Stebbins e sua moglie portano il corpo in una stanza del laboratorio dove simulano che un esperimento sia andato male producendo cianuro di potassio. Poi Stebbins si nasconde in un'altra stanza, con una riserva di cibo e acqua per tre giorni, mentre sua moglie chiama un dottore. Il dottore chiama la polizia, che dichiara la morte accidentale e se ne va. La signora Stebbins informa i media e, ai numerosi reporter sopraggiunti, racconta di quanto bravo era il marito.
Stebbins legge il suo necrologio con grande gioia, cominciando a pensare alla sua futura carriera come il grand'uomo degli studi sul tempo, per lo sgomento di sua moglie. Seguendo le sue istruzioni, lei espone il cadavere del duplicato in una bara aperta fino a quando, il terzo giorno, questo scompare. Ma a questo punto decide di cambiare i piani concordati col marito e di agire di testa sua.